# ۵۴ (پیش از میلاد)
۵۴ (پیش از میلاد) ۵۴مین سال قبل از تقویم میلادی است.